# Instituto de Física da Universidade Federal do Rio Grande do Sul
O Instituto de Física da Universidade Federal do Rio Grande do Sul (IF – UFRGS) é uma das unidades de ensino e pesquisa que compõem a Universidade Federal do Rio Grande do Sul, sendo responsável por administrar os cursos de licenciatura em física, bacharelado em física e engenharia física
Em 1953, foi fundado o Centro de Pesquisas Físicas da Universidade do Rio Grande do Sul (CPF – URGS), predecessor do Instituto. Em 1958 foi decidida a criação de um Instituto de Física dentro da universidade, com o principal objetivo de ministrar o ensino de Física em toda a instituição. No ano seguinte, em 1959, o Centro de Pesquisas Físicas foi transformado em Instituto de Física da UFRGS, nome com o qual permanece até hoje.

## História

### Criação do Centro de Pesquisas Físicas
Até 1953, a principal função do Departamento de Física da então Universidade do Rio Grande do Sul (URGS) era a formação de professores para o segundo grau. Foi quando um pequeno grupo de professores mobilizou-se para iniciar pesquisas em Física na URGS, criando o Centro de Pesquisas Físicas (CPF – URGS). Seis anos depois, o Centro viria a se desmembrar nos Institutos de Física e de Matemática. Por causa da escassez de recursos humanos na área de Física no país, para se desenvolver, o Centro necessitava trazer físicos estrangeiros, dispostos a permanecer por alguns trabalhando no local. 
A chegada do engenheiro eletrônico holandês Gerard Hepp ao Brasil em 1951, em missão pela Unesco junto ao CBPF, despertou interesse por professores da URGS, como Luiz Pilla e Ary Tietböhl, que pleitearam por uma transferência de Hepp para a Universidade. O pleito foi bem sucedido, pois Hepp foi transferido, sendo que em 18 de março de 1954 o jornal Folha da Tarde publicou uma matéria extensa relatando a chegada do pesquisador holandês à URGS, com entrevista do próprio e do professor Paulo Pedro Petry, que acabara de instalar os primeiros transmissores da Rádio da Universidade. Com a chegada de Gerard Hepp a Porto Alegre, foi inaugurado o laboratório de eletrônica, considerado como um instrumento importante quando começaram as atividades de pesquisa na UFRGS. Hepp ocupou o cargo de Chefe da Divisão de Eletrônica do Centro.
Eventualmente, também foi implantado um laboratório de radioquímica, que teve a cooperação de professores do Departamento de Química e da Faculdade de Filosofia, em que estava também o professor Luiz Pilla e outros, que colaboraram no manuseio na química de materiais radioativos, o material que se ia trabalhar no Centro. Além disso, foi instalada uma oficina mecânica de precisão, que ao longo dos anos construiu equipamentos extraordinários ou componentes de equipamentos, que precisavam ser adaptados aos aparelhos existentes ou que eram necessárias para substituir peças, caracterizando um elemento fundamental nas etapas seguintes no desenvolvimento do Instituto.

### Fundação do Instituto de Física
Em 9 de março de 1959, foi criado o Instituto de Física da Universidade do Rio Grande do Sul. A sua criação foi resultado de um movimento nacional em prol da ciência, exemplificado pela criação do Centro Brasileiro de Pesquisas Físicas, em 1949; pelo Conselho Nacional de Pesquisa em 1951; e pela criação do Instituto de Matemática Pura e Aplicada, em 1952, no Rio de Janeiro.
Quando o Instituto sucedeu o CPF, percebeu-se a necessidade de físicos estrangeiros experientes que pudessem colaborar em conhecimento e formar um núcleo de pesquisas duradouro na instituição. Um dos principais interesses à época era o desenvolvimento de pesquisa em Física Nuclear, tendo como ponto de partida a espectroscopia nuclear. Darcy Dillenburg e Gerhard Jacob, professores do IF, haviam conhecido em 1958, no Brasil, Marcos Moshinsky, que organizou a 1ª Escola Latino-Americana de Física na Cidade do México, em 1959. Nesse encontro, os dois tiveram conhecimento de que o físico nuclear holândes Theodor Maris, então vinculado à Universidade da Flórida, desejava trabalhar por algum tempo na América do Sul. Dessa forma, o Reitor da UFRGS foi persuadido a convidar Maris para ficar por um ano na Universidade, com a principal tarefa de iniciar a pesquisa em física. O físico holandês aceitou a proposta, chegando inesperadamente em Porto Alegre em 4 de outubro de 1959.
A chegada de Theo Maris foi providencial para o desenvolvimento do Instituto. A Física Nuclear Teórica, área de especialidade de Maris, foi a área inicial de pesquisa, com o primeiro artigo sendo publicado já em 1960. Apenas três meses após a chegada do físico holandês, foi organizado um encontro com físicos de São Paulo e do Rio de Janeiro no IF-UFRGS para discutir formas de implantar a pesquisa em Física Nuclear Experimental no país.
O IF recebeu, em outubro de 1966, Rudolf Mössbauer, laureado com o Nobel da Física em 1961 pela descoberta do Efeito Mössbauer. O físico alemão deu uma palestra no Instituto.

### Criação do Departamento de Astronomia

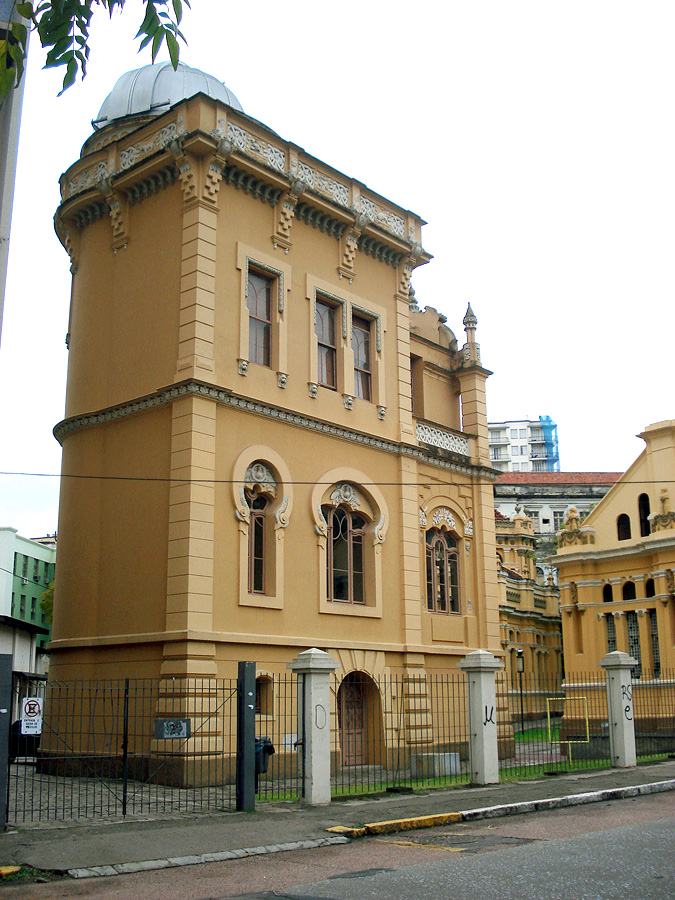
Observatório astronômico da UFRGS

O interesse pela Astronomia na UFRGS é anterior até mesmo à formalização institucional da Universidade, ocorrida em 1934 sob o nome de Universidade de Porto Alegre. O atual Observatório Astronômico da UFRGS foi fundado em 1908. No contexto de reestruturação das universidades federais, o Instituto de Física recebeu em 1971 as atribuições didáticas que até então tinham como responsável a Faculdade de Filosofia. Pelo novo estatuto então estabelecido pela Universidade, haveria de ter no mínimo dois departamentos em cada Unidade Universitária. Devido à existência do Departamento de Física e considerando que já existia uma atividade consolidada em Astronomia na instituição à época, foi criado o Departamento de Astronomia, vinculado ao Instituto de Física, o qual também passou a administrar o Observatório Astronômico.
A primeira reunião do novo Departamento ocorreu em 22 de março de 1971, em que foi eleito o primeiro Chefe do Departamento, José Carlos Haertel. Nesse encontro, ocorrido no prédio principal do Observatório do Morro Santana, que estava em final de construção, estavam presentes os professores José Carlos Haertel, Edemundo da Rocha Vieira, Vitor Francisco de Araújo Haertel e Jorge Alberto Castro de Faria; além de dois bolsistas do Instituto de Física, Rogério Livi e Silvia Helena Becker Livi. Ademais da eleição de Haertel, foram dadas as providências para consolidar as atividades de ensino, pesquisa, e extensão em Astronomia na UFRGS. Entre elas, estavam a decisão de construir um fotômetro estelar, inicialmente com o apoio do Observatório Astronômico de La Plata, na Argentina; o aprimoramento do quadro de pesquisadores e o início da pós-graduação com a vinda, aprovada nesta reunião, dos doutores Federico Strauss e Zulema Abraham; e o oferecimento da disciplina “Introdução à Astronomia”, a cargo do professor Edemundo Vieira.

## Departamentos

### Departamento de Astronomia
O Departamento de Astronomia do Instituto de Física da UFRGS (DA/IF – UFRGS) é composto por 11 professores do quadro ativo e 4 professores colaboradores. O DA/IF-UFRGS soma pouco mais de 40 pesquisadores, entre professores permanentes, professores colaboradores, pós-doutorandos e estudantes de pós-graduação, cujas atividades distribuem-se pelos quatro pilares da universidade: ensino, pesquisa, extensão e gestão.

## Linhas de pesquisa

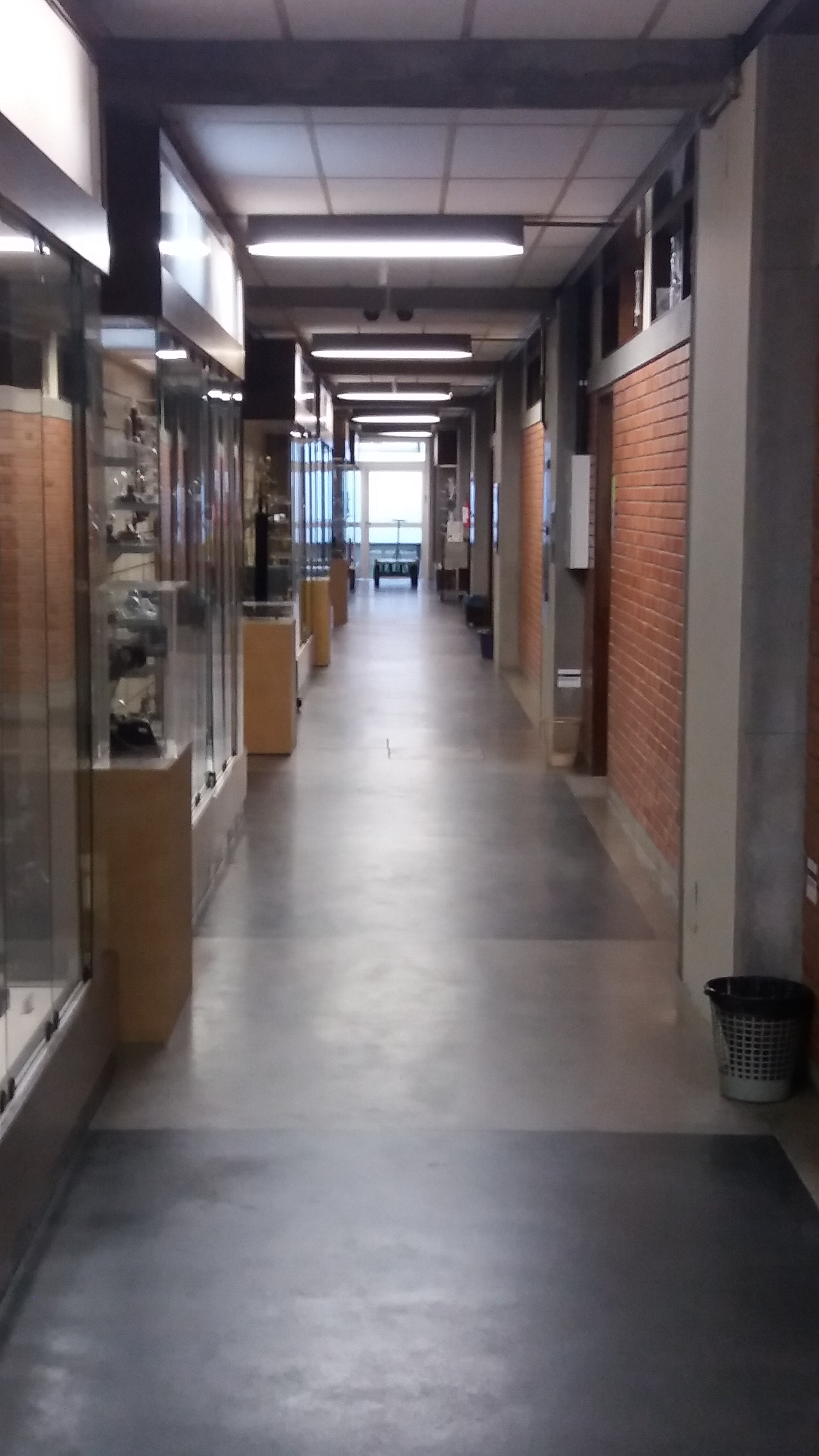
Corredor do prédio de laboratórios para ensino de alunos da graduação.

### Física Teórica
- Fenomenologia de Partículas Elementares de Altas Energias
- Física de Hádrons
- Física de Plasmas
- Física Estatística
- Física Teórica da Matéria Condensada
- Fluidos Complexos
- Laboratório de Dinâmica Aplicada
- Mecânica Estatística de Não-Equilíbrio
- Modelos Teóricos e Computacionais
- Teoria Quântica de Campos

### Física Experimental
- Espectroscopia Mössbauer
- Física de Altas Pressões e Materiais Avançados
- Implantação Iônica
- Laboratório de Magnetismo
- Laboratório de Superfícies e Interfaces
- Microeletrônica
- Laser & Óptica
- Supercondutividade e Magnetismo

### Astronomia
- Asterosismologia de anãs brancas pulsantes
- Aglomerados estelares
- Dinâmica de galáxias
- Meio interestelar
- Núcleos Ativos de Galáxias